# Tim Ries
Tim Ries (* 15. August 1959) ist ein US-amerikanischer Jazz-Saxophonist und Hochschullehrer. Am meisten bekannt wurde er mit zwei Alben seines Rolling Stones Projekts (2005 und 2008).

## Leben und Schaffen
Tim Ries stammte aus einer musikalischen Familie aus der Gegend um Detroit. Sein Vater Jack Ries war ein professioneller Trompeter, seine Mutter spielte Piano und seine drei Schwestern sangen und spielten ebenfalls Klavier.
In jungen Jahren wurde er 1971 Mitglied der „Michigan All State Band“ in Ann Arbor. Während der 1970er Jahre nahm er weiter Saxophon-Unterricht, unter anderem bei Lynn Klock und Larry Teal an der Interlochen Arts Academy. An der University of North Texas, Denton machte Ries 1981 seinen Bachelor of Music in Jazz Studies. Drei Jahre später legte er an der University of Michigan, Ann Arbor den Master-Grad in Saxophon nach. Sein Lehrer am Instrument an der Hochschule in Ann Arbor war Donald Sinta. Später lernte er nach eigenen Angaben 1986–88 bei David Liebman in New York City und 1996–1999 bei Michael Brecker in Hastings-on-Hudson. Zu seinen wichtigsten Lehrern in Jazz-Komposition gehörten William Bolcom von der University of Michigan (1982–84) sowie Bob Brookmeyer und Manny Albam vom BMI Composers Workshop (1988–90).
Von 1982 bis 1984 bereits unterrichtete Ries selbst Jazz-Improvisation an der University of Michigan, Ann Arbor. In den 1990er Jahren machte er daraus seinen Brotberuf. Die Stationen waren die University of Bridgeport (1994), die Mannes School of Music (1994–1996), The New School (1995–98), das City College of New York (1995–2000), die New Jersey City University (2003), die Rutgers University (2003–05). Zuletzt war er Professor of Jazz Studies an der University of Toronto in den Jahren 2007–09.
Fünf Alben unter eigenem Namen hat Ries über die Jahre veröffentlicht. Darüber hinaus hat der Pianist Franck Amsallem mehrere gemeinsame Alben mit ihm eingespielt. Mit zahlreichen Jazz-Musikern wie Phil Woods, Tom Harrell, Al Foster, John Patitucci, Dave Liebman, Danilo Pérez, Maynard Ferguson, Red Garland, Badal Roy, Maria Schneider und Donald Byrd ist er zusammen aufgetreten. 2018 wirkte er bei Mike Holobers Grammy-nominierter Produktion Hiding Out mit.
Ries gehörte zu den Gründungsmitgliedern des Prism Quartets, gemeinsam mit Michael Whitcombe am Altsaxophon, Matt Levy am Tenorsaxophon und Taimur Sullivan am Baritonsaxophon. Er selber trug das Sopransaxophon bei. Im Jahr 2000 legte die Combo das Album Real Standard Time vor.
Auf der Tournee mit den Rolling Stones 2002–03 spielte Ries Saxophone, Keyboards und Orgel. Als Arrangeur schrieb er Jazzfassungen der Kompositionen von Keith Richards und Mick Jagger. Diese erschienen auf zwei Alben
nach der Tournee A Bigger Bang world tour 2005–2007 mit den Stones. 2019 ist er Mitglied des Kálmán Oláh Quartet (mit John Hébert und Johnathan Blake). 
Als Komponist hat Ries über hundert eigene Stücke vorgelegt. Mit dem Prism Quartet hat er William Bolcoms „Concerto Grosso“ zusammen mit 13 Orchestern aufgeführt, darunter jene aus Detroit, Dallas und Cleveland. Als Saxophonist war er auch beteiligt an der US-amerikanischen Uraufführung von Takashi Yoshimatsus „Cyberbird Concerto“ mit der Brooklyn Philharmonic in der Carnegie Hall auf.

## Diskografie (Auswahl)
- Stones World, The Rolling Stones Project II, Sunnyside Records 2008 (Tim Ries (Alt-, Tenor- und Sopransaxophone, Piano), Charlie Watts (Drums), Keith Richards (Gitarre), Mick Jagger (Harmonika), Ronnie Wood (Gitarre, lap steel), Adam Rogers (Gitarre) sowie die African Tuareg Combo Tidawt)
- The Rolling Stones Project Concord Records, 2005; Sony Japan, 2005
- Alternate Side Criss Cross, 2001 mit Tim Ries (Tenor & Sopransaxophon), Greg Gisbert (Trompete & Flügelhorn), Michael Davis (Posaune), Ben Monder (Gitarre), Stacey Shames (Harfe), Larry Goldings (Piano & Orgel), John Patitucci (Bass), Billy Drummond (Bass)
- Universal Spirits Criss Cross, 1998 mit Tim Ries, Scott Wendholt (Trompete), Ben Monder (Gitarre), Scott Colley (Bass), Billy Drummond (Drums)
- Imaginary Time Moo Records, 1994 (aufgenommen 1993) mit: Tim Ries, Randy Brecker (Trompete), Scott Wendholt (Trompete), Charles Gordon (Posaune), Ben Monder (Gitarre), Franck Amsallem (Piano), Scott Colley (Bass), Joey Baron (Drums), Billy Hart (Drums)
- Is That So? SunnySide Records, 1996 (aufgenommen 1990) gemeinsam mit  Frank Amsallem (Piano)
- Regards Freelance Recordings, 1993 gemeinsam mit Frank Amsallem (Piano) sowie Scott Colley (Bass) und Bill Stewart (Drums)
- Prism Quartet: Real Standard Time innova Recordings No515, 2000; (featuring Kompositionen von Tim Ries & Matt Levy)